# La Escena Catalana

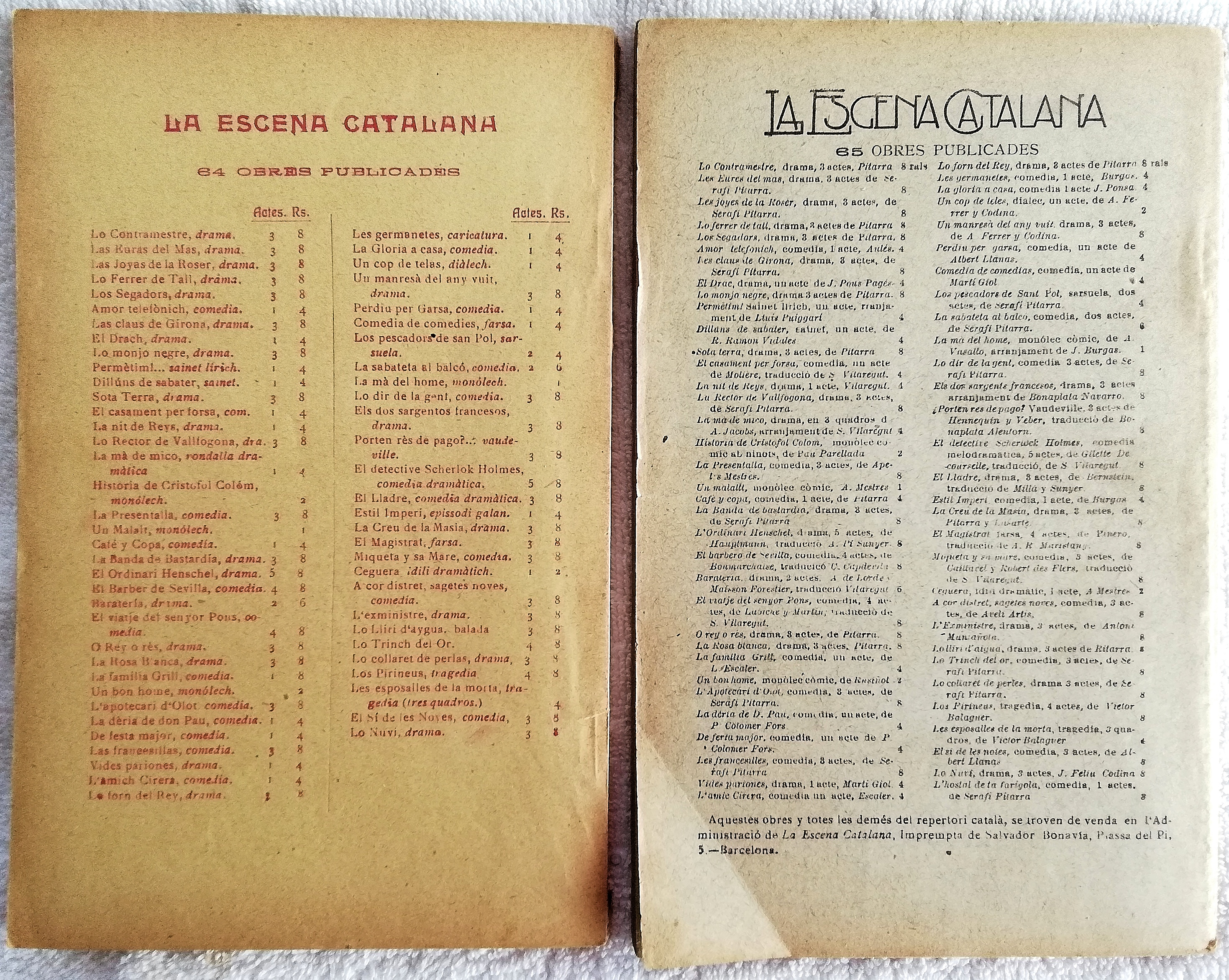
65 obres de teatre publicades per La Escena Catalana, aproximadament, fins a l'any 1912. A la foto, contracobertes de les obres Lo Nuvi de Josep Feliu i Codina i L'Hostal de la Farigola de Serafí Pitarra

La Escena Catalana fou una revista que va néixer el 1906. El seu fundador i director va ser Salvador Bonavia. Va cessar el 1913 i va passar a formar part d’un seminari català de teatre que es deia El Teatre Català, però va tornar a aparèixer el 1918 sota el mateix equip directiu. Tornà a cessar el 1936. La periodicitat era setmanal a la primera etapa (es publicava els dissabtes) i quinzenal a la segona. El seu preu era de 15 cèntims, tot i que existia l’opció de pagar una subscripció per la qual es pagava 2 pessetes trimestrals o bé 7,50 pessetes a l’any. Va arribar a publicar prop de 800 números, el primer de l'etapa inicial el 6 d’octubre de 1906, i l’1 de gener de 1918 el primer de l'etapa final.
Entre els autors més lligats cal esmentar Pompeu Crehuet, Salvador Vilaregut, Josep Pous i Pagès, Avel·lí Artís i, sobretot, Salvador Bonavia i Flores, el seu fundador, i Salvador Bonavia i Panyella, fill de l'anterior, que n'assumí la direcció el 1925.

## Història
La Escena Catalana va ser un periòdic dedicat a fomentar el teatre i la literatura. Va aparèixer a Barcelona el 1906 i fins al 1913 es va dedicar a divulgar textos del teatre català. El seu fundador va ser Salvador Bonavia i Flores, qui va dirigir la redacció del diari fins a 1925, on el seu fill, Salvador Bonavia i Panyella, assumí el càrrec de director.
La revista es componia de 8 planes de text i 16 de butlletí. El gran titular es decorava amb les característiques caretes del teatre grec. Totes les planes estaven dividides en dues columnes i uns titulars separaven les diferents parts del contingut. El seu lloc de redacció i administració era la Impremta de Salvador Bonavia, situada al carrer Petritxol, Barcelona.
La publicació d’aquest periòdic va ser interrompuda durant cinc anys pel fet que el director i fundador va decidir deixar de publicar de manera independent el diari i el va incloure a la seva altra obra publicada: El Teatre Català'.
Al reprendre la seva publicació independent (1918 – 1936), el periòdic va continuar promovent els texts teatrals catalans i l’interès per la literatura catalana.
En total es van publicar aproximadament 800 edicions, sense publicacions suplementàries. A partir de la pausa es van fer canvis en la impremta que van afectar l'edició del periòdic. Va perdre el subtítol per afegir diverses capçaleres, i a partir del número 196 (publicat el 8 de juny de 1912) va començar a portar el subtítol:  ‘Revista teatral’.
Aquesta publicació tenia una funció de difusió sobre la literatura i el teatre, això no obstant, mai va haver-hi criteris de qualitat respecte al contingut publicat. Els autors més destacats en la història de l’Escena Catalana van ser: Pompeu Crehuet, Salvador Vilaregut, Josep Pous i Pagès, Avel·lí Artís, Salvador Bonavia i Flores, i el seu fill, Salvador Bonavia i Panyella.

## Final
La primera etapa del periòdic va cessar el 1913. El motiu de l’aturada va ser que el director i fundador Salvador va decidir centrar-se al seu altre projecte publicat: El Teatre Català. Tot i això, el diari es va veure inclòs dins d’aquesta altra publicació. El 1918 va tornar a ser un periòdic independent, el 1925 el director passà a ser Salvador Bonavia i Panyella.. El 1936 el diari va cessar definitivament.

## Mostra d'obres publicades

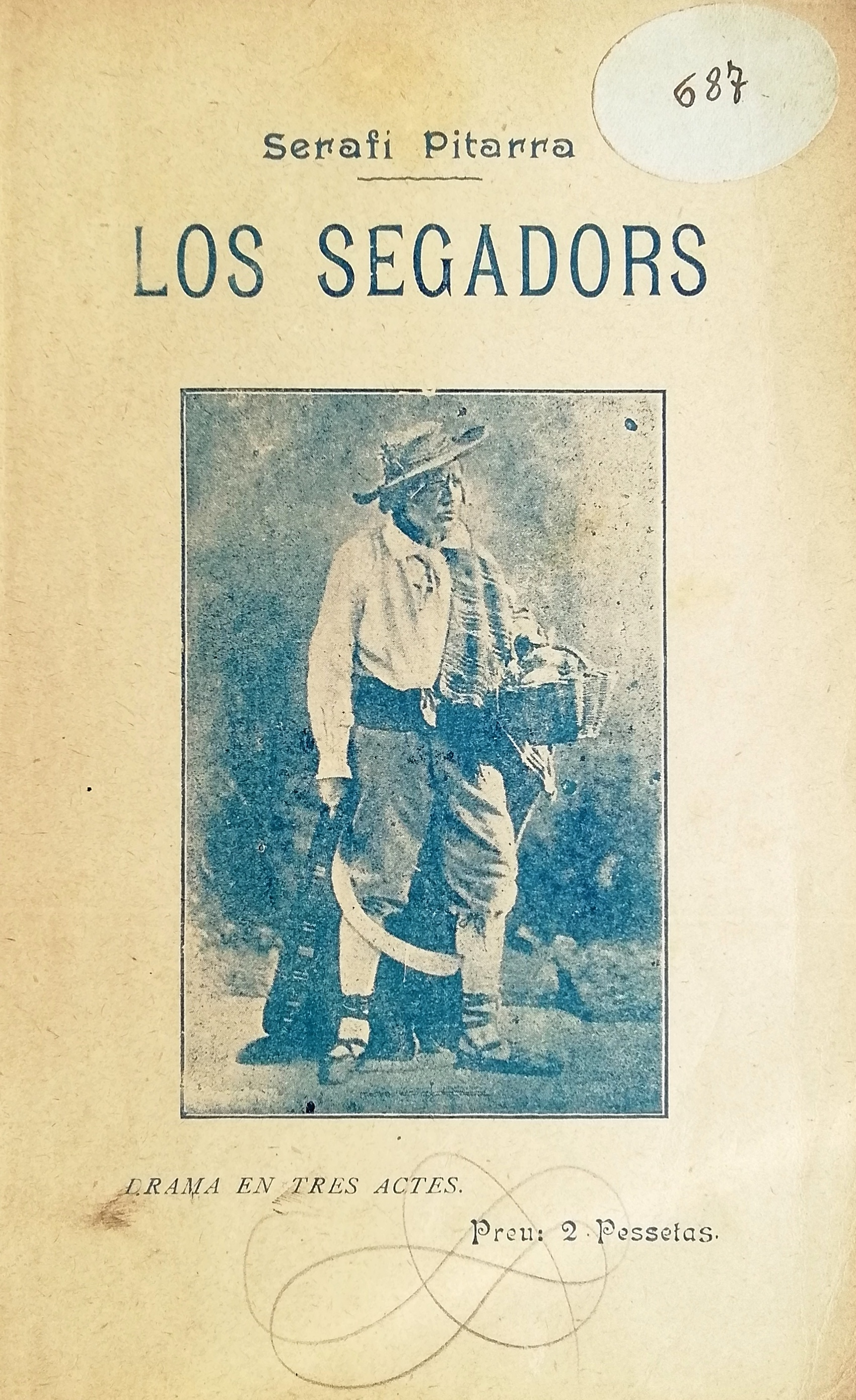
Los Segadors de Serafí Pitarra estrenat a Barcelona l'any 1876
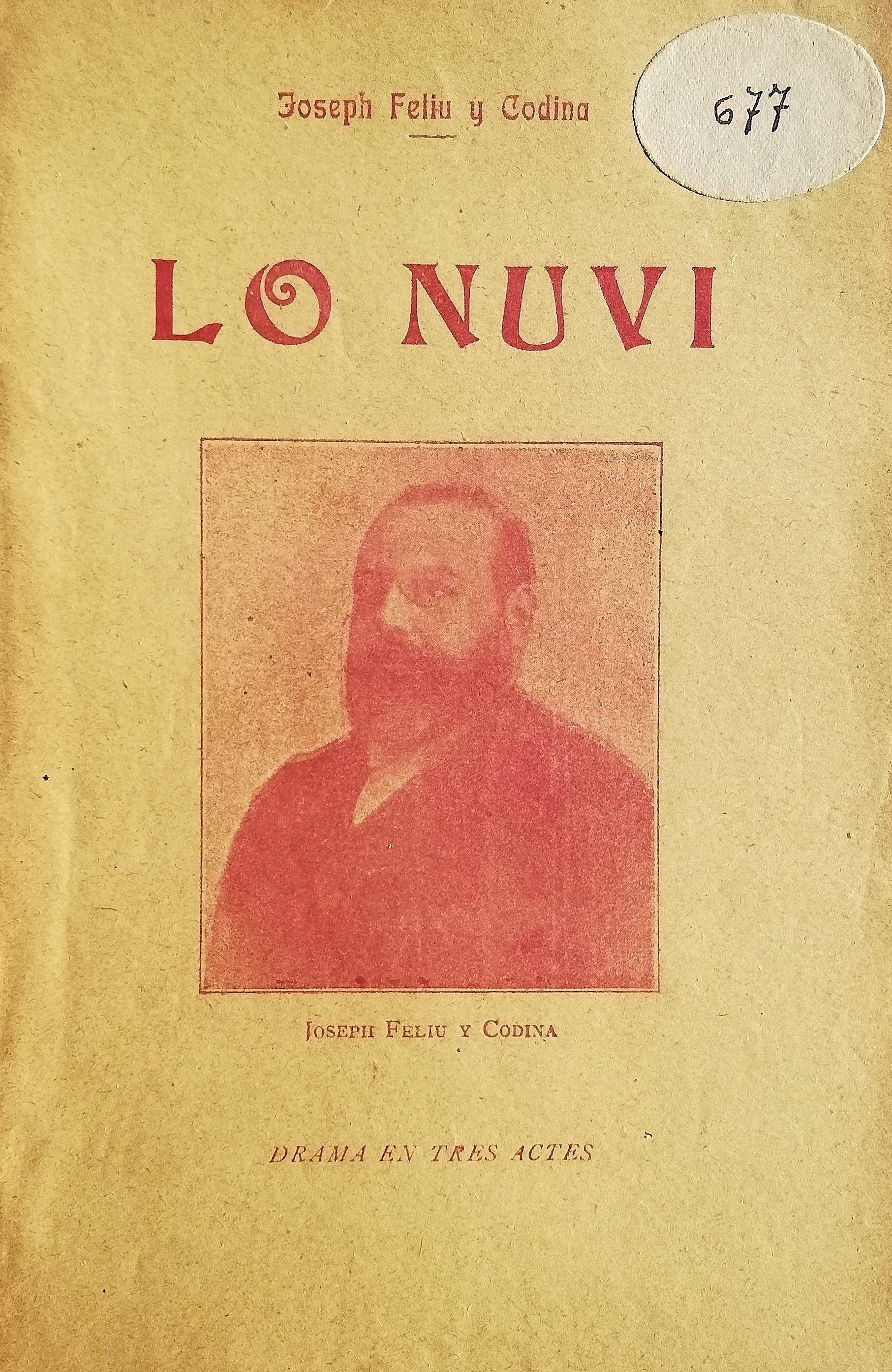
Lo Nuvi de Josep Feliu i Codina estrenat l'any 1898
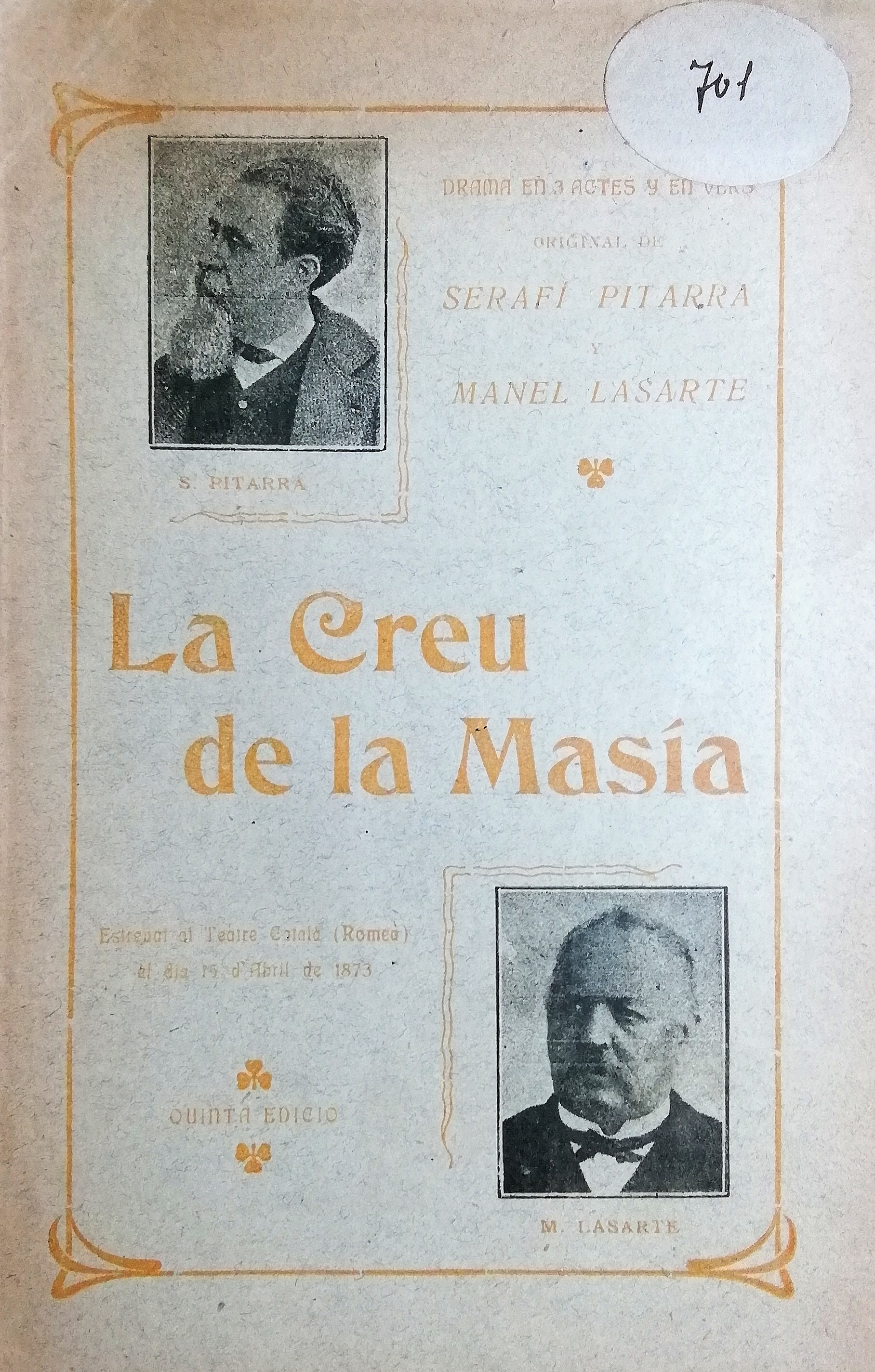
La Creu de la Masia de Manel Lasarte i Frederic Soler estrenat a Barcelona l'any 1873
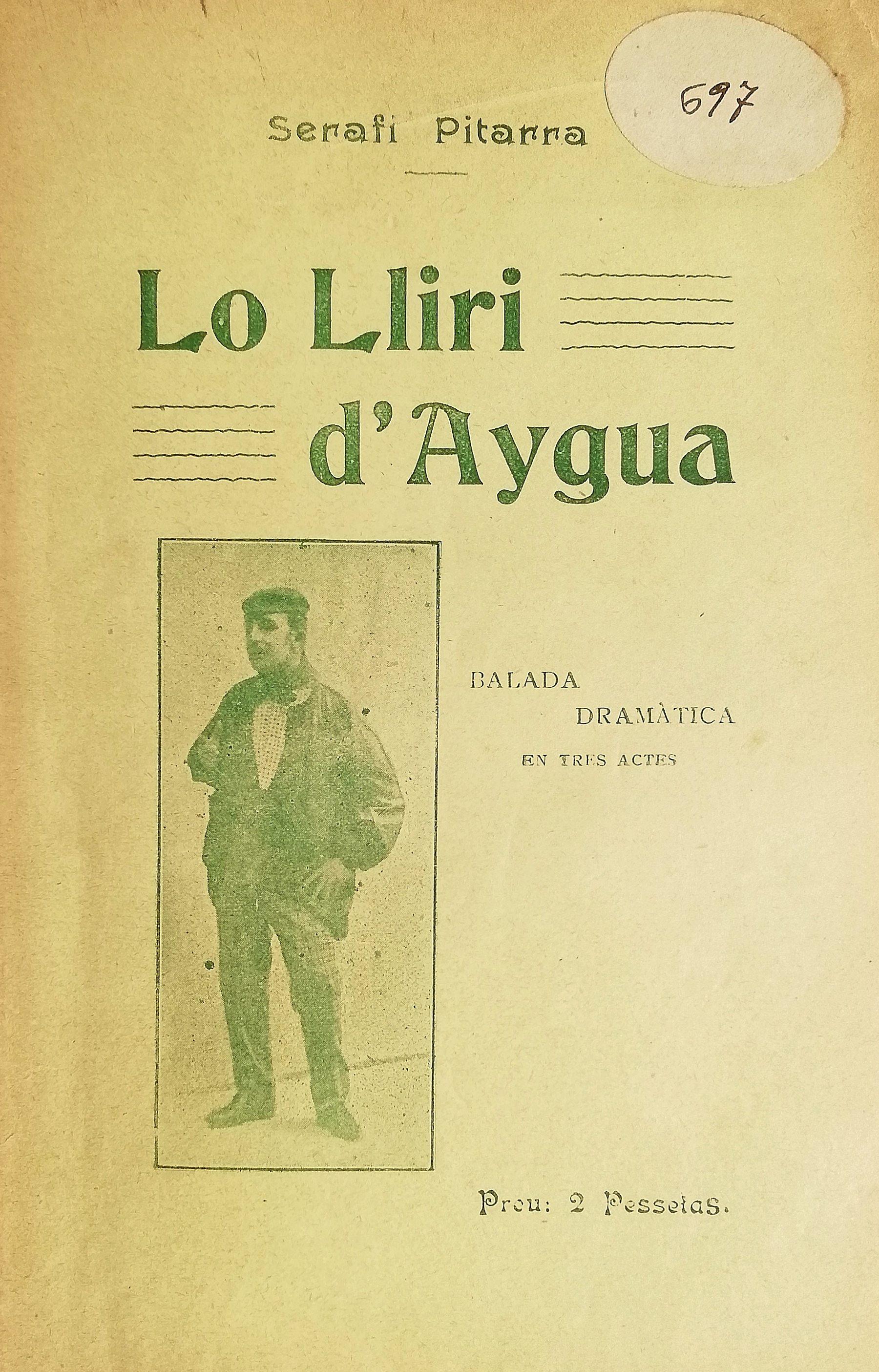
Lo Lliri d'Aigua de Serafí Pitarra estrenada a Barcelona l'any 1886
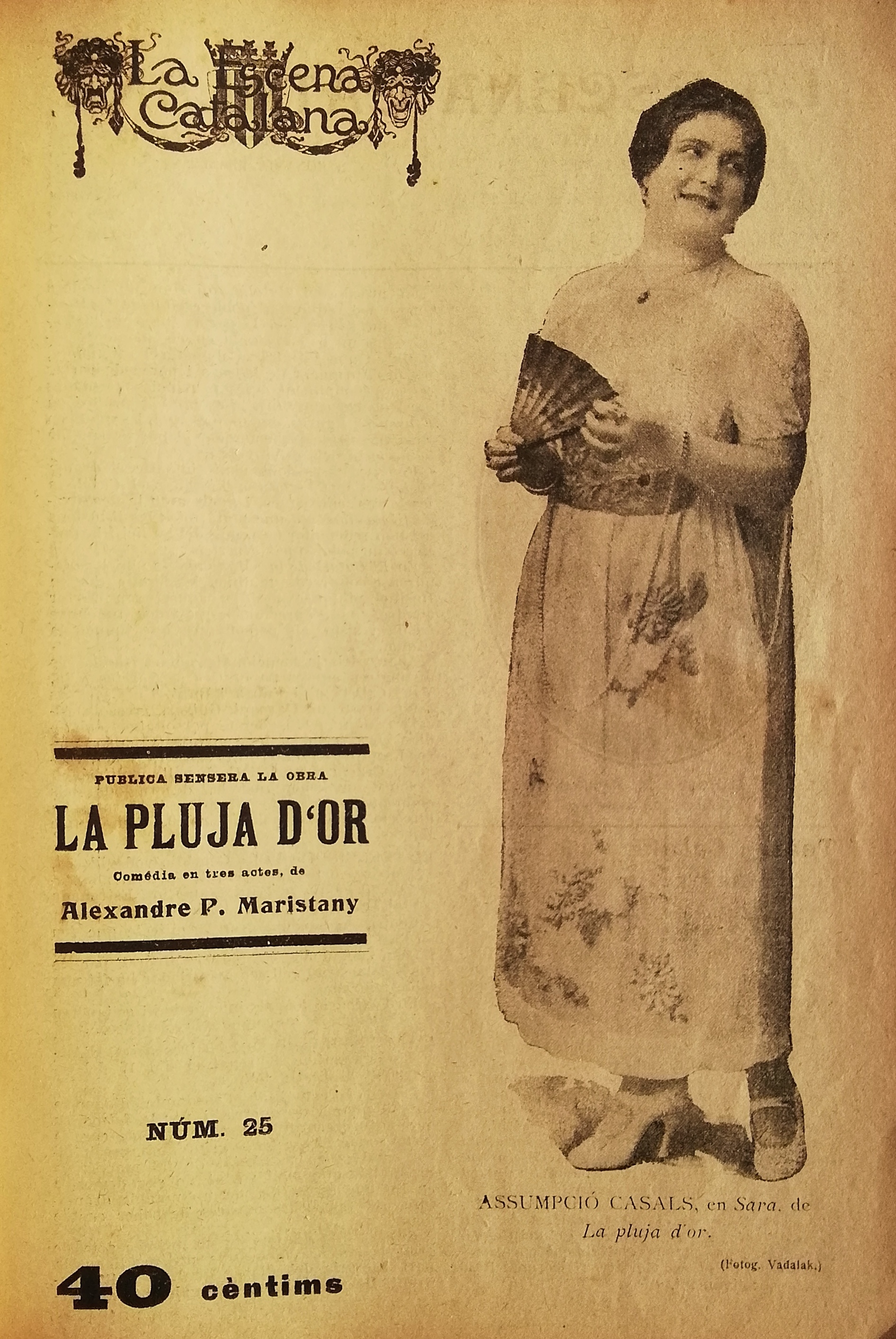
La Pluja d'Or, comèdia en tres actes d'Alexandre Maristany. Publicat l'any 1918
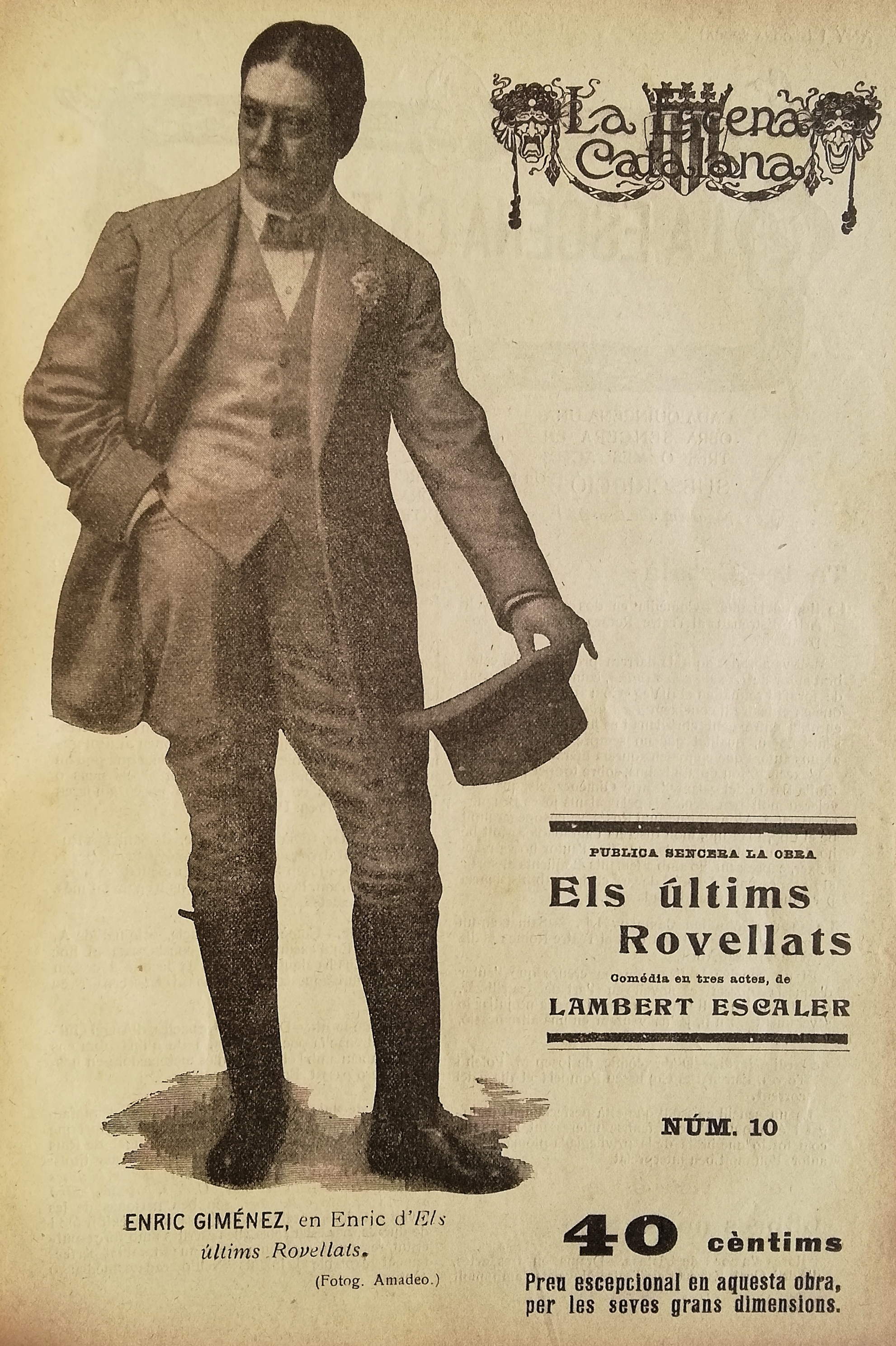
Els últims Rovellats, comèdia en tres actes de Lambert Escaler publicada l'any 1918.

## Director, redactors i col·laboradors
| Directors                            | |
| ------------------------------------ | --- |
| Salvador Bonavia i Flores            | (1876 – 1925) Fou un comediògraf i editor català. Va ser un autor de teatre popular que va escriure més d’una vintena de comèdies. Va fundar i dirigir el diari l’Escena Catalana i ‘La Biblioteca Bonavia’. |
| Salvador Bonavia i Panyella          | (1907 – 1959) Va ser un dramaturg, editor i impressor català que va continuar amb la impremta del seu pare Salvador Bonavia i Flores. Fou autor de literatura infantil i juvenil que signà amb el pseudònim ‘Jordi Canigó’. Va succeir al seu pare en la direcció del diari l’Escena Catalana i a ‘La Biblioteca Bonavia’. |
| Redactors i col·laboradors destacats | |
| Pompeu Crehuet i Pardas              | (1881 – 1941) Va ser periodista i dramaturg, va estudiar Dret i Ciències Socials a la Universitat de Barcelona. Va ser l’autor d’obres com Flors i violes, i va participar activament al diari. |
| Salvador Vilaregut i Martí           | (1872 – 1937) Va ser un escriptor i traductor d’obres de teatre catalanes que va estudiar Dret, però va treballar com a periodista en diverses revistes i diaris. Va ser el primer traductor català de les aventures de Sherlock Holmes.                                                                                   |
| Josep Pous i Pagès                   | (1873 – 952) Va ser un polític, periodista i escriptor que dirigí la Institució de les Lletres Catalanes i fou president de l'Ateneu Barcelonès. Va col·laborar al diari, però se’l reconeix com a col·laborador d'El Poble Català.                                                                                        |
| Avel·lí Artís i Balaguer             | (1881 – 1954) Va ser un autor dramàtic, periodista i editor català que va participar en el diari. |